# Can Papanaps
Can Papanaps és una masia situada al costat del parc del Laberint d'Horta, al barri homònim de Barcelona, inclosa a l'Inventari del Patrimoni Arquitectònic de Catalunya.

## Història
El 1791, Joan Antoni Desvalls i d'Ardena, marquès de Llupià i marquès consort d'Alfarràs, va permutar el mas i els terrenys per Can Vallhonesta, a tocar de la Torre Sobirana. Els Vallhonesta, família procedent de Granollers, hi van tenir masovers fins al 1928, quan hi van anar a viure. Ignasi Vallhonesta era director d'una fàbrica tèxtil de Cardona, però en tancar aquestavan obrir una botiga de vins i licors al carrer d'Horta, 48, que va tancar el 1952.
El nom de la masia prové d'un antic masover de la finca que tenia un fill un xic curt de gambals, que no es cansava de cridar al seu pare «Papa, papa i papa»', i un dia l'home tip de tant «papa», li va contestar «Naps!». Al nen li va fer gràcia la sortida del pare i continuà cridant-lo, però afegint «naps», és a dir, «Papa-naps», sobrenom que es va fer popular a través dels anys.

## Descripció
Té planta baixa i pis. El cos de la masia és de planta rectangular i s'organitza en tres crugies perpendiculars a la façana i el cobriment de dues aigües paral·leles a la paret del davant. És una construcció senzilla, envoltada d'un petit hort, que ha estat molt modificada per restauracions i afegits posteriors, alguns força recents. Els que foren els seus terrenys de cultiu són ara una petita urbanització d'edificacions modestes en un traçat viari força desordenat i rústec.